# Glenn Beringen
Glenn Beringen (n. 16 septembrie 1964, Adelaide, Australia de Sud, Australia) este un înotător ce a reprezentat Australia, medaliat olimpic. A participat la o ediție a Jocurilor Olimpice (1984) în care a câștigat două medalii de argint.